# Lodovico Giustini

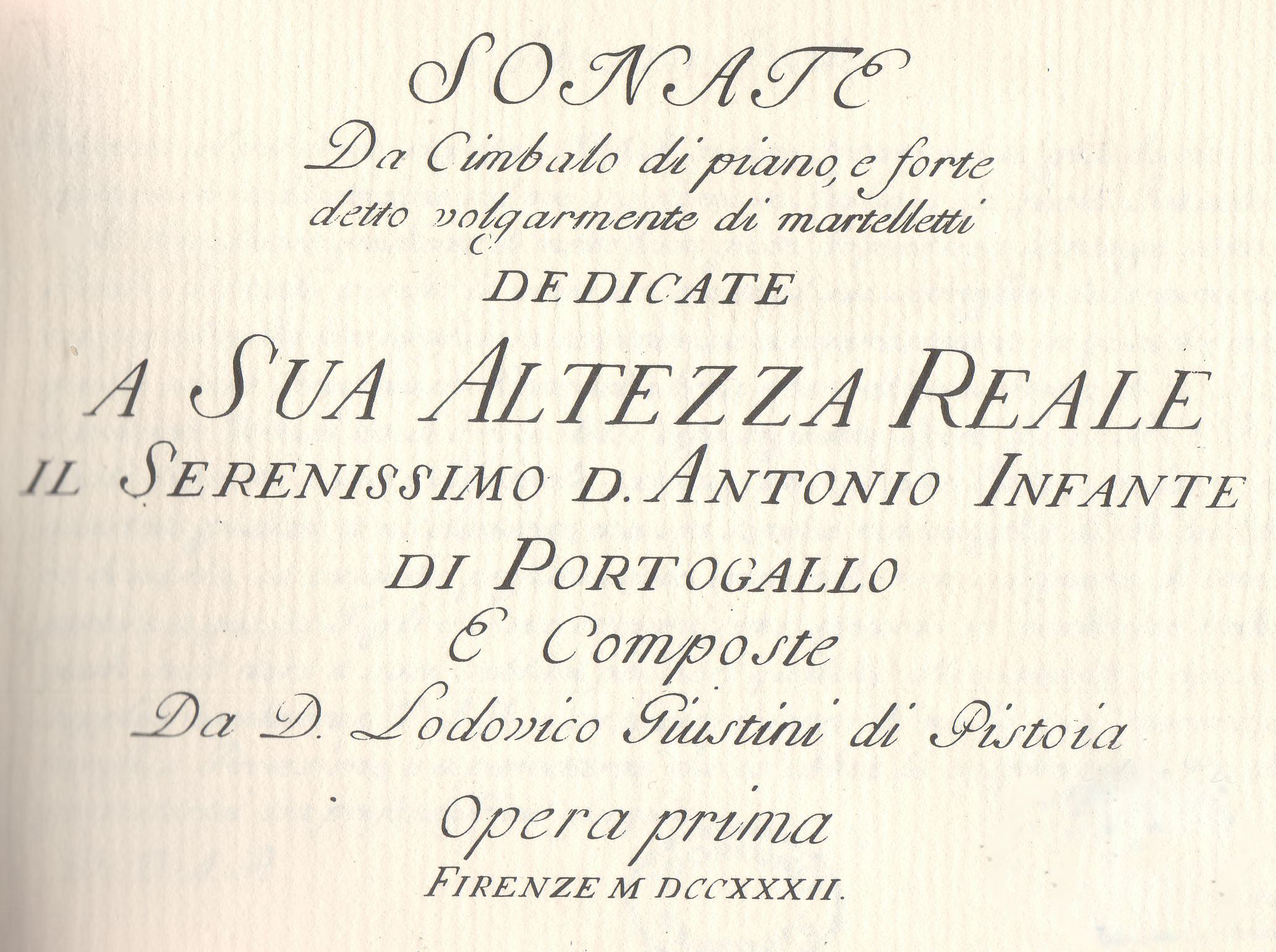
Las 12 Sonate da cimbalo di piano e forte detto volgarmente di martelletti compuestas por Lodovico Giustini fueron las primeras obras específicas para piano.

Lodovico Giustini (Pistoia, 12 de diciembre de 1685 - ibídem, 7 de febrero de 1743) fue un compositor y teclista italiano del barroco tardío y de comienzos del período clásico. Fue el primer compositor en realizar una obra para piano.

## Biografía
Lodovico Giustini nació en Pistoia el 12 de diciembre de 1685, en el seno de una familia cuya tradición musical se remontaba a comienzos del siglo XVII. Casualmente, Giustini nació el mismo año que Johann Sebastian Bach, Domenico Scarlatti y Georg Friedrich Händel. El padre de Giustini era un organista en la Congregazione dello Spirito Santo, un grupo de filiación jesuita, y su tío, Domenico Giustini, también era compositor de música sacra.
En 1725, tras la muerte de su padre, Giustini se convirtió en el organista de la Congregazione dello Spirito Santo y adquirió reputación como compositor de música sacra, sobre todo de cantatas y oratorios. En 1728 colaboró con Giovanni Carlo Maria Clari en la composición de un conjunto de lamentaciones que fueron interpretadas ese mismo año. En 1734 fue contratado como organista en la catedral de Pistoia, Santa Maria dell'Umiltà, posición que ostentó el resto de su vida. Además de interpretar el órgano en varias instituciones religiosas, también tocó el clavecín en numerosos lugares e interpretó a menudo sus propios oratorios.
Falleció el 7 de febrero de 1743 en su ciudad natal.

## Obras e influencia
El motivo principal de la fama obtenida por Giustini fue su colección de 12 Sonate da cimbalo di piano e forte detto volgarmente di martelletti publicadas en Florencia en 1732, que fueron las primeras composiciones para piano de la historia, aunque en esa época tuvieron poca repercusión. Estuvieron dedicadas a António de Bragança, el hermano menor del rey Juan V de Portugal (la corte portuguesa fue uno de los pocos lugares en los que se interpretaban obras con los primeros pianos).
Estas piezas musicales eran sonata da chiesa, con alteraciones rápidas y secciones lentas (cuatro o cinco movimientos por sonata), precedentes del resto de música compuesta específicamente para piano los siguientes 30 años. Giustini aprovechó todas las posibilidades expresivas que ofrecía el instrumento, como su amplio contraste dinámico. Estas capacidades expresivas no se podían desarrollar con otros instrumentos de teclado de la época. Desde el punto de vista armónico, las piezas eran una transición entre el Barroco tardío y los comienzos del Clasicismo musical e incluyeron innovaciones como acordes de sexta mayor y modulaciones a teclas lejanas.
James Parakilas indica que es bastante sorprendente que estas obras fueran publicadas por completo. En el momento de la composición, existían muy pocos ejemplares de pianos y todos eran propiedad de la realeza. Parakilas especula que la publicación de las obras se propuso como un honor hacia Giustini. Afirma que "representa un gesto de presentación magnífica de un músico real, bastante parecido a una promoción comercial".
A pesar de que muchas interpretaciones de sus obras sacras fueron documentadas, toda esa música se perdió, con la excepción de fragmentos como algunas arias dispersas.